# Оплетал, Ян
Ян Оплетал (1 января 1915, Льгота-над-Моравой, Оломоуцкий край — 11 ноября 1939, Прага, Чехия) — чехословацкий гражданин, студент медицинского факультета Карлова университета. Умер от огнестрельного ранения, полученного в ходе антинацистской демонстрации во время немецкой оккупации страны. В современной Чехии почитается как символ гражданского неповиновения нацистским властям.

## Жизнь и гибель
Родился в семье Стефана и Анны Оплеталей, был восьмым ребёнком в семье. Посещал начальную школу рядом с местом своего рождения в Накло около Оломоуца. Затем учился в гимназии в Литовиле, в которой получил аттестат зрелости в 1934 году и которая теперь носит его имя. Первоначально хотел поступить учиться в лётную школу в Простеёве. Тем не менее из-за проблем со зрением в итоге учился в школе для офицеров запаса в Границе и проходил временную военную службу в кавалерийских русинских казармах. Начал изучать медицину в зимнем семестре 1936—1937 годов .
28 октября 1939 года, в годовщину создания независимого Чехословацкого государства, в Праге прошли антинацистские демонстрации и беспорядки, в которых принял участие Оплетал. Демонстрации были жестко подавлены нацистами. Ян Оплетал на Карловой площади в Праге был ранен выстрелом в живот, вероятно, из гражданского пистолета. Он был немедленно прооперирован доктором Арнольдом Ирасеком в больнице на Карловой площади. Скончался 11 ноября от перитонита. Во время демонстрации был застрелен и помощник пекаря Вацлав Седлачек, который умер во время транспортировки в больницу.

## Похороны и память
В похоронах Оплетала 15 ноября приняли участие тысячи студентов, и их сходки переросли во второй виток антигитлеровских демонстраций, которые привели к закрытию всех чешских университетов и колледжей имперским протектором Константином фон Нейратом. Более 1200 студентов были отправлены в концентрационный лагерь Заксенхаузен, а девять студентов и активистов студенческих организаций были 17 ноября казнены. В знак памяти об этом событии в 1941 году в Лондоне 17 ноября было объявлено Международным днём студентов, а в 2000 году в Чехии Днём борьбы за свободу и демократию.
Останки Оплетала были перезахоронены в родной Накло, где позднее был возведён его мемориал. В ряде чешских городов (например, в Праге, Оломоуце, Брно и Подебрадах) в честь Оплетала были названы улицы. Улица Оплеталова в Праге расположена рядом с Вацлавской площадью.
После войны в 1945 году был посмертно награждён Чехословацким Военным крестом (1939—1945).
В 1996 году был посмертно награждён орденом Масарика I класса.